# Bronisław Kowalski
Bronisław Kowalski SVD (ur. 10 sierpnia 1917 w Wielkim Łęcku, zm. 22 grudnia 1940 w Mauthausen-Gusen) – polski kleryk katolicki, Sługa Boży Kościoła katolickiego.
W 1937 roku po zdaniu egzaminu dojrzałości w Górnej Grupie kontynuował naukę w chludowskim niższym seminarium. 8 września 1937 rozpoczął nowicjat Zgromadzenia Księży Werbistów. Pierwsze śluby złożył w 4 września 1939 roku. Po wybuchu II wojny światowej 25 stycznia 1940, Niemcy, internowali wszystkich przebywających w Domu Misyjnym duchownych i utworzyli obóz przejściowy dla zakonników i księży z okolicy. Kowalski został aresztowany 22 maja 1940 roku, a następnie przewieziony został do Fortu VII w Poznaniu, później do hitlerowskiego obozu koncentracyjnego Auschwitz-Birkenau, a stamtąd 2 sierpnia do Mauthausen-Gusen gdzie 8 września złożył drugie śluby zakonne.
Jest jednym z 122 Sług Bożych, wobec których 17 września 2003 roku rozpoczął się proces beatyfikacyjny drugiej grupy męczenników z okresu II wojny światowej.

## Źródła internetowe
- Notatka biograficzna
- MARTYRS KILLED IN ODIUM FIDEI BY THE NAZIS DURING THE SECOND WORLD WAR (III) (ang.)